# Ferdinand-Ignace Malotau de Villerode
Malotau de Villerode, seigneur de Villerode, né à Tournai en 1682 et décédé à Valenciennes.

## Biographie
Il fut conseiller provincial du Hainaut puis prévôt, chef des magistrats de Valenciennes et conseiller pensionnaire de cette ville.
Malotau de Villerode se distingua dans ses fonctions de prévôt de Valenciennes par plusieurs règlements administratifs qui apportèrent de grandes améliorations à la ville.
Le 16 mai 1722, lors d'un orage nocturne la foudre frappe le toit de la poudrière. Une sentinelle donne l'alarme et pour rassurer le peuple le commandant de la place se rend à la poudrière et l'examine sans découvrir de trace de feu. Le prévôt Malotau de Villerode veut voir par lui-même et découvre un feu dormant dans la poussière de bois de l'escalier au-dessus des monceaux de poudre. Il fait enlever l'escalier et le feu et sauve une part importante de la ville.
Le Duc d'Orléans, régent durant la minorité de Louis XV, lui écrit pour l'en féliciter et le nomme conseiller honoraire au parlement de Douai.
Le 20 août 1723, il est reçu en cette qualité au Parlement.